# Шуберский, Александр Николаевич
Алекса́ндр Никола́евич Шуберский (1875—1963) — генерал-майор, герой Первой мировой войны.

## Биография
Евангелическо-реформатского вероисповедания.
По окончании Пажеского корпуса в 1895 году, выпущен был подпоручиком в гвардейскую конно-артиллерийскую бригаду.
Чины: поручик (1899), штабс-капитан (1903), капитан ГШ (1905), подполковник (1909), полковник (1912), генерал-майор (за отличие, 1917)
В 1904 году окончил Николаевскую академию Генерального штаба по 1-му разряду. По окончании академии состоял старшим адъютантом штаба 14-го армейского корпуса. Во время русско-японской войны добровольно отправился на Маньчжурский фронт, где был обер-офицером для делопроизводства и поручений в управлении генерал-квартирмейстера при Главнокомандующем на Дальнем Востоке (1905—1907).
Затем состоял старшим адъютантом штаба 31-й пехотной дивизии (1907—1908), помощником старшего адъютанта штаба Петербургского военного округа (1908—1909), штаб-офицером для особых поручений при штабе 1-го армейского корпуса (1909—1910), штаб-офицером для поручений при штабе войск гвардии и Петербургского военного округа (1910—1913) и, наконец, старшим адъютантом того же штаба (1913—1914).
13 сентября 1914 года назначен и. д. начальника штаба гвардейской стрелковой бригады, с которой участвовал в Первой мировой войне. Был пожалован Георгиевским оружием
За то, что отлично и мужественно исполнял обязанности начальника штаба стрелковой бригады в боях под Ивангородом и, в особенности, за производство 14 окт. 1914 г. под сильным огнем противника рекогносцировки господского двора Кучки, чем обеспечил успешное выполнение поставленной бригаде задачи овладения сильной неприятельской позицией у Полична.
25 октября 1915 года назначен командиром 85-го пехотного Выборгского полка. Был удостоен ордена Святого Георгия 4-й степени
За то, что, будучи командиром 85-го пехотного Выборгского полка, в бою 15-го июля 1916 года, получив приказание форсировать р. Стоход у д. Вулька Порска и завладеть укреплениями левого берега, с полным успехом выполнил возложенную на него задачу, благодаря тщательной подготовке всей операции, умелому руководству боем и личному примеру, подбадривающему подчиненных, штыками выбивших противника из атакуемых окопов, несмотря на сильнейший огонь и огромные потери, захвативших при этом одно орудие, 4 пулемета и пленных.
В начале 1917 года был назначен начальником штаба 21-й пехотной дивизии. 2 апреля 1917 года произведен в генерал-майоры, а 5 мая 1917 года назначен начальником штаба 3-го Кавказского армейского корпуса. Позднее в том же году состоял генерал-квартирмейстером штаба Киевского военного округа.
В 1918 году служил в гетманской армии. Был членом военно-ученого комитета Главного управления Генерального штаба, а 30 ноября 1918 года был назначен и. о. начальника Генерального штаба. В конце 1918 года вступил в Добровольческую армию. 28 апреля 1919 года назначен начальником штаба 2-го Кубанского корпуса, а 17 сентября — генерал-квартирмейстером штаба войск Киевской области. Затем состоял в резерве чинов штаба войск Киевской и Новороссийской областей. Эвакуировался из Новороссийска в конце 1919 — начале 1920 года.
В эмиграции в Югославии. Жил в Белграде, состоял главным библиотекарем при Генеральном штабе югославянской армии. По поручению генерала Н. Н. Головина, организовал и возглавил Зарубежные высшие военно-научные курсы в Белграде. Также руководил Русским военно-научным институтом. В 1939 году переехал на юг Франции. Некоторое время возглавлял ниццкий отдел Союза русских военных инвалидов, состоял почетным председателем местного отдела Союза пажей. Печатался в журнале «Часовой», опубликовал книги «Тактика пехоты» (Белград, 1939) и «К 25-летию основания Высших военно-научных курсов генерала Головина в Белграде» (Ментона, 1955). Кроме того, до революции опубликовал книгу «Стрелковое дело в Швеции» (Санкт-Петербург, 1911), а также ряд статей, посвященных русско-японской войне.
Последние годы жизни провел в доме для престарелых в Ментоне, где и скончался в 1963 году. Похоронен на местном кладбище. Супруга Елизавета Константиновна была сестрой милосердия во время русско-японской, Первой мировой и Гражданской войн, умерла в 1959 году во Франции.

## Награды
- Орден Святой Анны 4-й ст. (1906)
- Орден Святого Станислава 3-й ст. с мечами и бантом (1906)
- Орден Святого Станислава 2-й ст. с мечами (1906)
- Орден Святой Анны 2-й ст. с мечами (1906)
- Орден Святого Владимира 4-й ст. с мечами и бантом (1907)
- Орден Святого Владимира 3-й ст. с мечами (ВП 14.01.1915)
- Георгиевское оружие (ВП 31.01.1915)
- Орден Святой Анны 3-й ст. с мечами и бантом (ВП 23.02.1915)
- Высочайшее благоволение «за отличия в делах против неприятеля» (ВП 25.05.1915)
- Орден Святого Георгия 4-й ст. (ПАФ 04.03.1917)